# Мутон-Дюверне, Бартелеми Режи
Не следует путать с генералом, затем маршалом, Жоржем Мутоном, графом Лобау.
Режи Бартелеми Мутон-Дюверне (фр. Régis Barthélemy Mouton-Duvernet; 3 мая 1770, Ле-Пюи-ан-Веле — 27 июля 1816, Лион) — французский военачальник, дивизионный генерал (1813 год), барон империи (1808), участник революционных и наполеоновских войн. Погиб в ходе Белого террора. Имя генерала выбито на Триумфальной арке в Париже.

## Биография
Родился в семье торговца и казначея больницы Режи Мутона-Дюверне (фр. Régis Barthélemy Mouton-Duvernet; 1738—1802) и его супруги Марианны Ганироль (фр. Marianne Ganirol; ок.1739—1814). 15 августа 1787 года записался добровольцем в пехотный полк Гваделупы, дислоцированный в Вест-Индии. 21 апреля 1791 года, получив отпуск, вернулся во Францию. 3 декабря 1791 года вступил во 2-й батальон волонтёров Гара. С 28 августа 1792 года служил конным гидом Альпийской армии. 31 января 1793 года был избран старшим сержантом 1-го батальона волонтёров Верхней Луары. 15 марта 1793 года стал младшим аджюданом батальона.
23 апреля 1793 года первый раз женился в Шамбери на Бенуате Сегре (фр. Benoîte Sophie Segret; 1770—1862), от которой имел сына.
Участвовал в осаде Тулона, где был впервые замечен Бонапартом. С 1794 по 1799 годы сражался в рядах Итальянской армии. 19 февраля 1794 года стал старшим аджюданом. 20 мая 1794 года был произведён в капитаны 117-й боевой полубригады. 7 марта 1796 года данная полубригада в ходе амальгамы влилась в состав 70-й полубригады линейной пехоты. 25 мая 1796 года в ходе жеребьёвки 70-я полубригада сменила номер на 75-ю. 16 ноября 1796 года в сражении при Арколе во главе примерно двадцати человек, оставшихся из его роты, сдержал противника на дамбе, который продвигался вперёд с помощью артиллерии; и хотя он был тяжело ранен пулей в правое бедро, он защищал свой пост и не позволил захватить находившуюся рядом с ним пушку, артиллеристы которой были убиты.
5 августа 1797 года стал адъютантом генерала Шамбарлака. 24 апреля 1799 года стал сперва помощником полковника штаба Гаро, а 11 июня 1799 года, после производства последнего в генералы, его адъютантом. 20 июня 1799 года произведён генералом Моро в командиры батальона, и продолжил выполнять функции адъютанта Гаро.
8 января 1800 года он погрузился на корабль «Женерё», который отправился для пополнения запасов французского гарнизона в порту Валлета, осаждённом британцами. 18 февраля 1800 года он попал в плен, когда «Женерё» был взят на абордаж английским фрегатом.
Получив свободу, вернулся в 1801 году в ряды Итальянской армии. 11 ноября 1802 года стал адъютантом генерала Лезюира.
29 августа 1803 года возглавил 3-й батальон 3-й полубригады линейной пехоты. 17 сентября 1805 года покинул Мец, и 26 сентября присоединился к первым двум батальонам 3-го полка в Бергцаберне. Под началом полковника Шобера принял участие в Австрийской кампании 1805 года в составе дивизии Леграна. Отличился в сражениях при Холлабрунне и Аустерлице.
19 апреля 1806 года был произведён в майоры, и назначен заместителем командира 64-го полка линейной пехоты.
10 февраля 1807 года стал полковником, и сменил погибшего при Эйлау Лакюэ во главе 63-го полка линейной пехоты. 21 февраля 1807 года его полк был включён в состав 3-й пехотной дивизии Вийята 1-го армейского корпуса. Отличился при Фридланде. 7 сентября 1808 года дивизия была включена в состав Армии Испании. Участвовал в кампании на Пиренейском полуострове.
6 апреля 1809 года отозван во Францию и возглавил 2-й полк консриптов-егерей Императорской гвардии. В составе Армии Германии принимал участие в кампании 1809 года. С 1810 по 1812 годы вновь сражался в Испании. 30 декабря 1810 года его полк был переименован в 4-й полк вольтижёров.
21 июля 1811 года Мутон-Дюверне получил звание бригадного генерала и был назначен начальником штаба пеших егерей Императорской гвардии.
В 1813 году участвовал в Саксонской кампании. 23 апреля возглавил 2-ю бригаду 2-й дивизии Молодой гвардии генерала Барруа.
4 августа 1813 года был произведён в дивизионные генералы и 6 августа возглавил 42-ю пехотную дивизию 14-го корпус маршала Сен-Сира. Сражался при Дрездене и Кульме.  11 ноября попал в плен при капитуляции французских войск в Дрездене.
В июне 1814 года вернулся во Францию. 15 января 1815 года был назначен комендантом Валанса в 7-м военном округе. Во время «Ста дней» перешёл на сторону Наполеона, и 29 мая возглавил стратегически важный 19-й военный округ с центром в городе Лионе, богатые жители которого были настроены против императора. После поражения при Ватерлоо, когда Бурбоны второй раз вернулись на трон, приказом от 24 июля 1815 года он был объявлен изменником короля и подлежал военному трибуналу. Мутон-Дюверне почти год скрывался у своего друга-роялиста, виконта Мо. Затем, думая, что опасность миновала, он снова появился на публике и был арестован префектом Луары Тассеном де Ноннвилем. 15 июля предстал перед Военным советом в Лионе, 19 июля был приговорён к смертной казни. Его жена тщетно пыталась добиться помилования от короля, но он был расстрелян гренадерами легиона Роны 27 июля 1816 года. Император в своём завещании от 15 апреля 1821 года на острове Святой Елены оставил детям генерала 100 000 франков.
Имя генерала Мутона-Дюверне написано под триумфальной аркой в Париже среди других имён героев наполеоновской Франции. Его именем также названа одна из парижских улиц в XIV округе и станция метро. Эдуар Эррьо, мэр Лиона с 1905 по 1957 годы, не очень довольный военными судами, дал название Мутон-Дюверне улице, на которой находится военный суд Лиона и где сегодня расположены ведомственные архивы. Обветшавшее надгробие генерала Мутона-Дюверне на кладбище в Лионе в 2013 году было реконструировано усилиями энтузиастов, после чего проведена торжественная церемония.

## Воинские звания
- Солдат (15 августа 1787 года);
- Капрал (1 сентября 1788 года);
- Капрал-фурьер (1789 год);
- Старший сержант (31 января 1793 года);
- Младший лейтенант (15 марта 1793 года);
- Лейтенант (19 февраля 1794 года);
- Капитан (20 мая 1794 года);
- Командир батальона (20 июня 1799 года, утверждён 7 января 1800 года);
- Майор (19 апреля 1806 года);
- Полковник (10 февраля 1807 года);
- Бригадный генерал (21 июля 1811 года);
- Дивизионный генерал (4 августа 1813 года).

## Титулы
- Барон Мутон-Дюверне и Империи (фр. baron Mouton-Duvernet et de l'Empire; декрет от 19 марта 1808 года, патент подтверждён 29 июня 1808 года в Байонне и 3 февраля 1815 года в Париже)[5][6][7].

## Награды
Легионер ордена Почётного легиона (14 июня 1804 года)
 Офицер ордена Почётного легиона (15 ноября 1809 года)
 Коммандан ордена Почётного легиона (6 апреля 1812 года)
 Кавалер военного ордена Святого Людовика (29 июля 1814 года)